# 維爾德卡姆山
47°39′39.15″N 15°24′19.66″E / 47.6608750°N 15.4054611°E

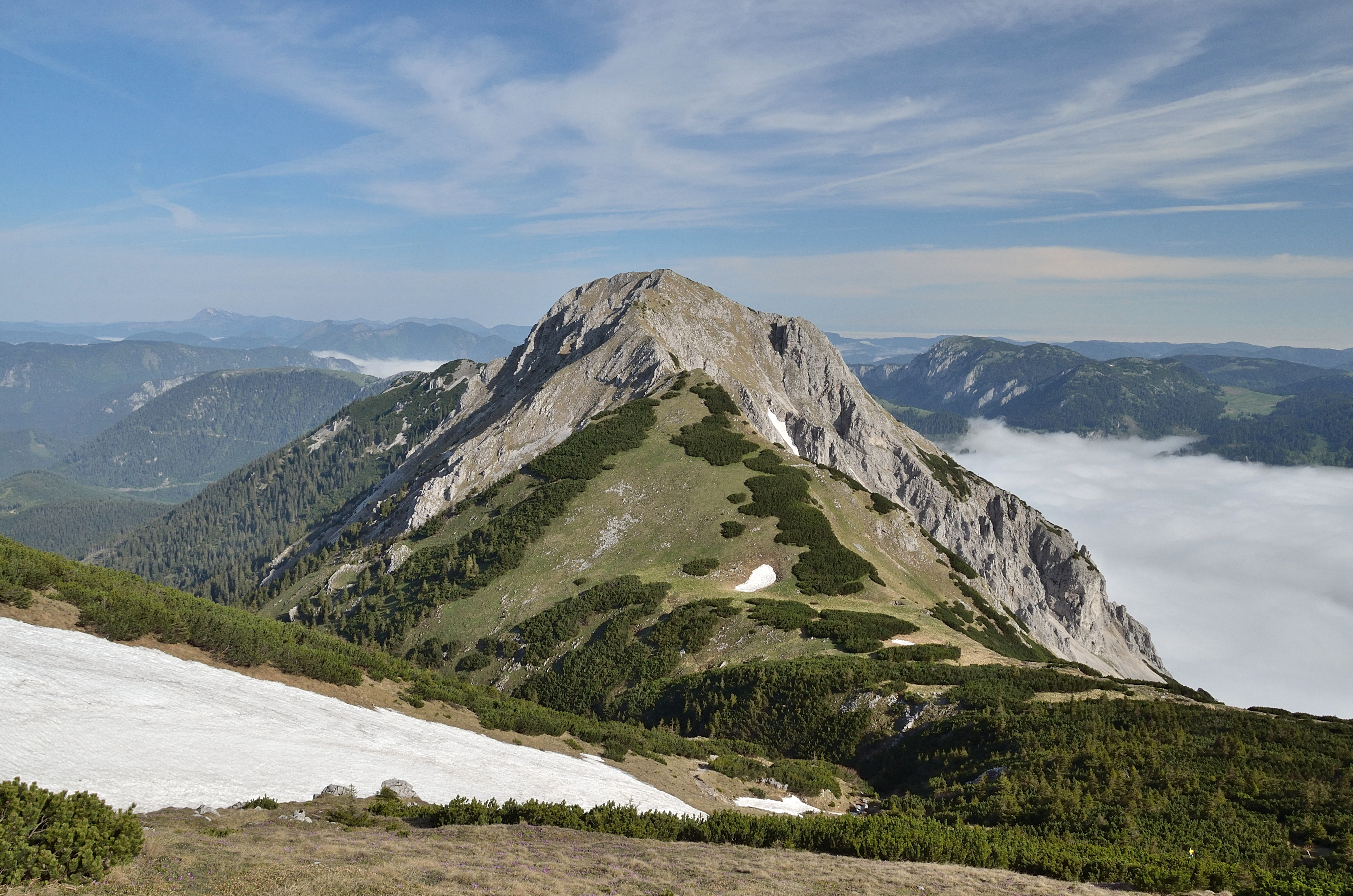

維爾德卡姆山（德語：Wildkamm），是奧地利的山峰，位於該國東南部，由施泰爾馬克州負責管轄，屬於米爾茨施泰格阿爾卑斯山脈的一部分，距離上法伊奇山0.9公里，海拔高度1,874米，每年平均降雨量1,594毫米。